# Rue de la Citadelle (Nancy)
Pour les articles homonymes, voir Rue de la Citadelle.
La rue de la Citadelle est une voie de la commune de Nancy, sise au sein du département de Meurthe-et-Moselle, en région Lorraine.

## Situation et accès
Cette rue relie la porte de la Craffe à celle de la Citadelle ou porte Notre-Dame.

## Origine du nom
Cette rue traverse l'ancienne citadelle construite par la France après le traité de Charmes en 1633.

## Historique
Charles III de Lorraine veut renforcer la défense de Nancy et construit la porte Notre-Dame en 1598 flanquée de deux bastions, Le Marquis et Le Duc, ce qui donne au total quatre bastions, avec ceux de la porte de la Craffe, pour la défense nord de la ville. C'est entre ces deux portes que les soldats français campent pendant l'occupation de Nancy de 1633 à 1663.
La rue a été percée sur les terrains de l'ancienne citadelle en 1770.
La rue est dénommée en 1830, sans autre nom auparavant car elle ne formait pas une rue à proprement dit.

## Bâtiments remarquables et lieux de mémoire
- Porte de la Citadelle, édifice objet d’un classement au titre des monuments historiques par arrêté du 24 janvier 1910[3].